# Ешкевар-е-Софлі
Ешкевар-е-Софлі (перс. اشکورسفلی) — дегестан в Ірані, у бахші Рахімабад, в шагрестані Рудсар остану Ґілян. За даними перепису 2006 року, його населення становило 4842 особи, які проживали у складі 1448 сімей.

## Населені пункти
До складу дегестану входять такі населені пункти:
- Абду-Чал
- Аґузбон-Канд-Сар
- Аззатабад
- Аззатабад-е-Шармдешт
- Асіяб-Даре
- Бала-Лам-Бешкест
- Галю-Бон-Даре
- Ґаре-Ґавабар
- Ґярмабдешт
- Джір-Кал
- Дів-Руд
- Зіяз
- Зурземе
- Какеруд
- Калає-Паглю
- Кіярамеш
- Ліма
- Ліма-Ґавабар
- Ліма-Чал
- Лям-Бешкест-е-Паїн
- Мазі-Бон
- Мілаш
- Міян-Ленґе
- Наркі
- Нілу
- Нілу-Парде-Сар
- Парч-Кух
- Перамкух
- Разе-Ґардан
- Ріяб
- Рудбарак
- Саджіран
- Санґ-Бонаґ
- Сельдже
- Сіях-Кешан
- Солейман-Чапар
- Тавасанкеш
- Тарпу
- Тулай-є-Бала
- Тулай-є-Паїн
- Факш
- Хорасан-Поште
- Чалманруд
- Чамту-Кеш
- Чошан
- Шук